# Aleksiej Sokołow (czekista)
Aleksiej Iwanowicz Sokołow (ros. Алексей Иванович Соколов, ur. 19 września?/1 października 1897 w guberni jarosławskiej, zm. 5 lutego 1942 w Małej Wiszerze w obwodzie leningradzkim) – funkcjonariusz radzieckich organów bezpieczeństwa, kapitan bezpieczeństwa państwowego ZSRR.

## Życiorys
Od lutego 1916 do stycznia 1918 służył w rosyjskiej armii, od lipca 1919 do lipca 1922 w Armii Czerwonej (żołnierz 10 Dywizji Piechoty), od 1920 w WKP(b). Od lutego 1922 do września 1928 pełnomocnik okręgowego oddziału GPU w Połocku, od września 1938 do lipca 1930 pełnomocnik okręgowego oddziału GPU w Mozyrzu, od lipca 1931 do października 1932 starszy pełnomocnik wydziału tajno-politycznego Pełnomocnego Przedstawicielstwa OGPU przy Radzie Komisarzy Ludowych Białoruskiej SRR, od października 1932 do czerwca 1933 szef oddziału sektora operacyjnego GPU w Mohylewie. Od czerwca 1933 do września 1934 pełnomocnik operacyjny Pełnomocnego Przedstawicielstwa OGPU przy Radzie Komisarzy Ludowych Białoruskiej SRR/NKWD Białoruskiej SRR, od września 1934 do marca 1936 szef wydziału Miejskiego Oddziału NKWD w Witebsku, następnie szef Oddziału V Wydziału Ekonomicznego Zarządu Bezpieczeństwa Państwowego (UGB) NKWD Białoruskiej SRR w stopniu porucznika bezpieczeństwa państwowego. Od 1936 do maja 1937 szef oddziału Wydziału Ekonomicznego UGB NKWD Białoruskiej SRR, od maja do grudnia 1937 szef Oddziału VI Wydziału IV UGB NKWD Białoruskiej SRR, 1937-1938 pomocnik szefa Wydziału IV UGB NKWD Białoruskiej SRR, 1938-1939 pomocnik szefa Wydziału UGB NKWD Białoruskiej SRR. Od lipca do grudnia 1939 zastępca szefa Zarządu NKWD obwodu witebskiego w stopniu starszego porucznika bezpieczeństwa państwowego, od 2 listopada 1939 do 15 marca 1941 szef Zarządu NKWD obwodu wilejskiego w stopniu kapitana bezpieczeństwa państwowego, od 18 kwietnia do lipca 1941 szef Zarządu NKGB obwodu wilejskiego, 1941-1942 zastępca szefa Wydziału Specjalnego NKWD 34 Armii, na początku 1942 szef grupy operacyjno-czekistowskiej NKWD Białoruskiej SRR na obwód witebski i równocześnie zastępca szefa Wydziału Specjalnego NKWD 2 Armii Uderzeniowej. Odznaczony Orderem Czerwonej Gwiazdy (26 kwietnia 1940), Odznaką "Honorowy Funkcjonariusz Czeki/GPU (XV)" (9 maja 1938) i medalem. Zginął w walkach na froncie.